# Entre rojas
Pour plus de détails, voir Fiche technique et Distribution.
Entre rojas est un film espagnol réalisé par Azucena Rodríguez (es), sorti en 1995.

## Synopsis
En 1974 , dans les derniers moments de l'Espagne franquiste, Lucía, une femme bourgeoise, visite la prison de Yeserías (es).

## Fiche technique
- Titre : Entre rojas
- Réalisation :Azucena Rodríguez (es)
- Scénario : Azucena Rodríguez, avec la collaboration de Myriam De Maeztu et Mercedes de Blas
- Musique : Suburbano
- Photographie : Javier Salmones
- Montage : Miguel Ángel Santamaría
- Production : Fernando Colomo et Beatriz de la Gándara
- Société de production : Antena 3 Televisión, Fernando Colomo Producciones Cinematográficas et Lucas Ediciones
- Pays de production :  Espagne
- Genre : Drame
- Durée : 93 minutes
- Date de sortie : 
  - Espagne : 20 avril 1995

## Distribution
- Penélope Cruz : Lucía
- Cristina Marcos : Julia
- María Pujalte : Cata
- Myriam De Maeztu : Berta
- Carmelo Gómez : Pablo
- Karra Elejalde : le père de Lucía
- Gloria Muñoz : Conchita
- Ana Torrent : La Tacatún
- Vicky Peña : Madre Lucía
- Pilar Bardem : J. Monaco
- Celia Bermejo : La Quinqui
- Blanca Portillo : Manuela
- Alicia Agut : la directrice
- Chusa Barbero : Gore
- Miguel del Arco : Ramón

## Distinctions
Le film a été nommé au prix Goya du meilleur espoir féminin pour María Pujalte.